# 拟南芥
阿拉伯芥（學名：Arabidopsis thaliana），又名阿拉伯芥、鼠耳芥、阿拉伯草，是一種原生於歐亞大陸及非洲的被子植物。拟南芥被认为是一种杂草；它可在路边和被扰动土地上被找到。
拟南芥是一个生命周期相对较短的冬季一年生植物，它是植物生物学和遗传学领域的流行的模式生物。对于一个复杂的多细胞真核生物，拟南芥有一个相对较小的基因组，大约135百萬碱基对（Mbp）。拟南芥是第一个基因组被完整测序的植物。它是理解许多植物性状的一种流行的分子生物学工具，包括花的发育和向光性。

## 模式生物

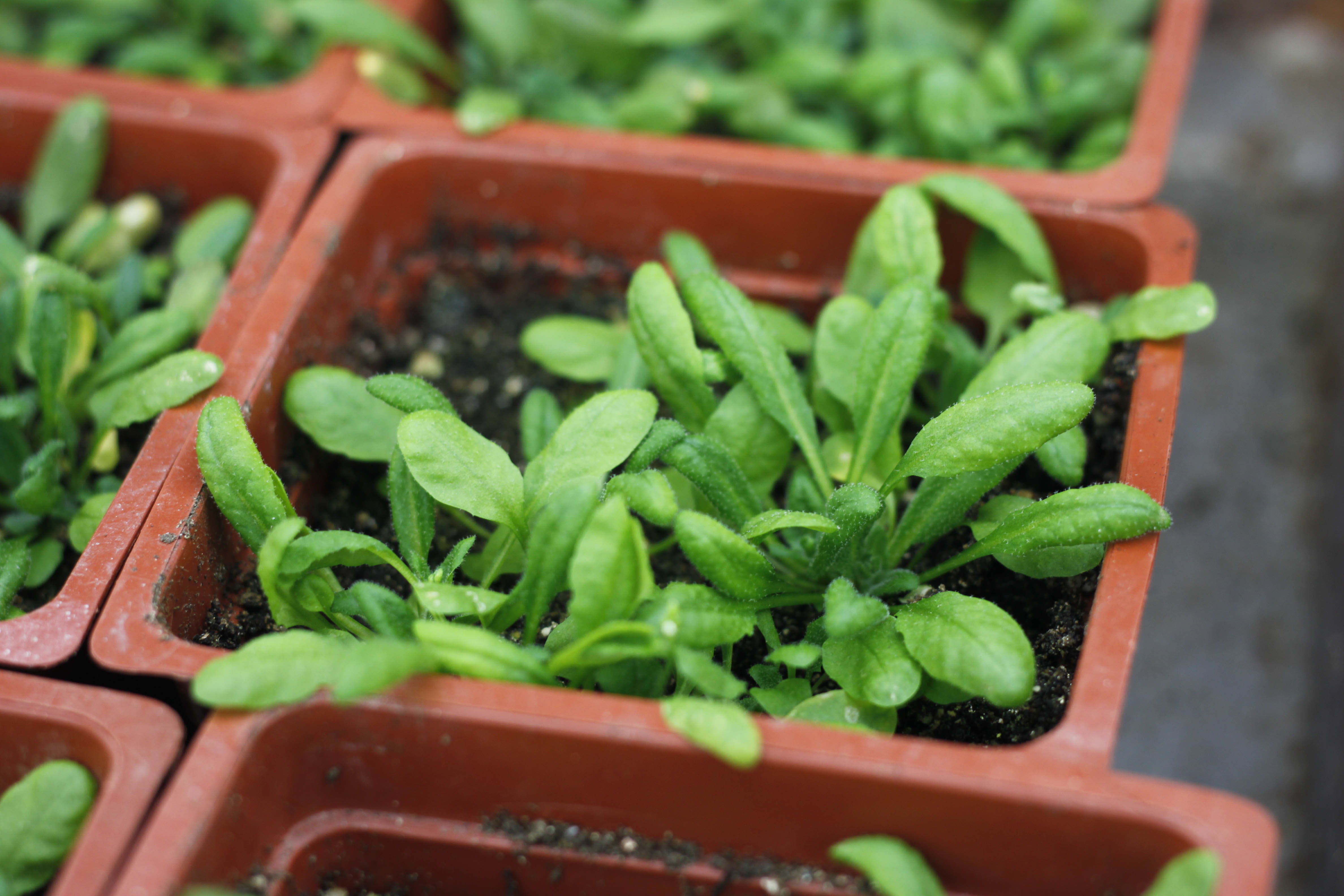
在实验室作为模式生物种植的拟南芥

植物学家和生物学家在1900年代初期开始研究拟南芥，1945年前后首次对突变体进行了系统描述。拟南芥现在已经被广泛的用于研究植物科学，包括遗传学，进化，种群遗传学，和植物发育研究中。尽管拟南芥在农业上并无多少直接的贡献，但有几个优点使其成为研究有花植物的遗传、细胞、分子生物学的一个有用的模式生物。其在农业科学中所扮演的角色正仿佛小鼠和果蝇在人类生物学中的一样。
拟南芥基因组之小有利于基因定位和测序。其基因组大约为12,500万碱基对和5对染色体，在植物中算是小的。在2000年，拟南芥成为第一个基因组被完整测序的植物。在探明至今已发现的25,500个基因的功能上已作出了非常多的工作。
植株之小与生活周期之短同样也是拟南芥的优点。实验室常用的许多品系，从萌芽到种子成熟，大约为六个星期。植株之小方便其在有限的空间內培养，而单个植株能产生几千个种子。此外，其自花传粉的机制也有助于遗传实验。 所有这些都使拟南芥成为遗传研究的模式生物。
最后，利用根瘤农杆菌把DNA转化进拟南芥基因组已是常规操作。而现在利用“花序浸渍法”（floral-dip）进行转化并不涉及组织培养和植株再生。

## 分类
本物種最早期的描述於1577年，當時在德國图林根诺德豪森（當時屬於韋廷家族恩斯特系諸邦國）的一位醫生和植物學家Johannes Thal（1542–1583）描述了一株在哈茨山的植株，並稱之為Pilosella siliquosa。1753年，卡尔·林奈將植株重新命名為Arabis thaliana，以紀念Thal。1842年，德國植物學家Gustav Heynhold建立了新的Arabidopsis屬，並把本物種歸入這新建的属。這個新屬的名稱源於希腊语的Arabidopsis，意思就是「跟南芥属物種相似的」。
1873年，亚历山大·布朗第一次用文献记录了拟南芥的突变体。然而，直到1943年，拟南芥作为模式生物的潜能才有文献记录。这个突变体现在称为AGAMOUS，而这个突变的基因也在1990年被克隆分离出来。
数千个拟南芥天然近交种质（accessions）从整个自然和引进的范围内已经被收集。这些种质表现出相当大的遗传和表型变异，可以用来研究这个物种适应不同的环境。

## 研究

### 花的發育
拟南芥已被廣泛作為花的發育模型之研究。1991年，恩里科·科恩和埃利奥特·迈耶罗维茨总结了金鱼草及拟南芥中的经典遗传实验结果，提出了被子植物花器官发育的经典ABC模型，成为植物发育生物学领域的一大里程碑式发现。根据这个模型，花器官特征基因分为三类：A类基因（影响萼片和花瓣），B类基因（影响花瓣和雄蕊），C类基因（影响雄蕊和心皮）。这些基因编码转录因子，在开发过程中结合在其各自的区域中导致组织规格。虽然通过拟南芥花發育的研究，但这种模式一般适用于其他开花植物。

### 光觉
感光光敏色素A，B，C，D和E介导的红色光为基础的向光性反应。理解这些受体的功能，帮助植物生物学家理解调节光週期，萌发，黃化現象，和避荫的植物信号传导级联。
UVR8蛋白检测UV-B光并排解响应这种DNA损伤的波长。
拟南芥被广泛用于向光性，叶绿体定位，气孔开度和其他受蓝光影响的过程的遗传基础研究。这些性状响应于由光促进的光接收器感知的蓝光。

### 植物-病原體相互作用
理解植物如何抵抗保护世界粮食生产以及农业是非常重要的。已经开发了许多模型系统以更好地理解植物与细菌，真菌，卵菌，病毒和线虫病原体之间的相互作用。拟南芥一直是植物病理学研究的有力工具，也就是植物与致病病原体之间的相互作用。
| 病原体类型 | 在“拟南芥”中的例子                                             |
| ---------- | -------------------------------------------------------------- |
| 细菌       | Pseudomonas syringae, Xanthomonas campestris                   |
| 真菌       | Colletotrichum destructivum, 灰葡萄孢菌, Golovinomyces orontii |
| 卵菌       | Hyaloperonospora arabidopsidis                                 |
| 病毒       | Cauliflower mosaic virus (CaMV), 菸草鑲嵌病毒 (TMV)            |
| 线虫       | Meloidogyne incognita, Heterodera schachtii                    |

## 数据库和其他资源
- TAIR （页面存档备份，存于）和NASC （页面存档备份，存于）：为不同的遗传和分子生物学信息提供资源，连接到基因表达数据库 （页面存档备份，存于）等。
- 拟南芥生物资源中心（英语：Arabidopsis Biological Resource Center）（种子和DNA库）- ABRC （页面存档备份，存于）
- 诺丁汉拟南芥库存中心（英语：Nottingham Arabidopsis Stock Centre）（种子和DNA库）- NASC （页面存档备份，存于）